# Yanina Mujica
Yanina del Carmen Mujica Camacaro (* 21. September 1973 in Barquisimeto) ist eine ehemalige venezolanische Fußballschiedsrichterin.
Mujica leitete Fußballspiele im venezolanischen Vereinsfußball. Darüber hinaus stand sie ab 2007 auf der Liste der FIFA-Schiedsrichter und leitete internationale Fußballpartien.
Bei der Südamerikameisterschaft 2010 in Ecuador pfiff sie drei Spiele, darunter zwei Gruppenspiele und ein Spiel in der Finalrunde. Ebenso wurde sie zuvor für die U-20-Südamerikameisterschaft 2010 in Kolumbien nominiert.